# Nasirudin Tusi
Nasirudin Tusi (perzijski: محمد بن محمد بن حسن طوسی), punog imena Muhammad ibn Muhammad ibn al-Hasan al-Tūsī, bio je perzijski polihistor, arhitekt, filozof, liječnik, znanstvenik i teolog. Često se smatra tvorcem trigonometrije kao samostalne matematičke discipline. Muslimanski učenjak Ibn Haldun (1332. – 1406.) smatrao je Tusija najvećim od kasnijih perzijskih učenjaka.

## Životopis
Nasirudin Tusi rođen je 18. veljače 1201. godine u gradu Tusu, u srednjovjekovnom Horasanu, današnjem sjeveroistočnom dijelu Irana. Obrazovanje je započeo u ranoj mladosti. U Hamadanu i Tusu proučavao je Kuran, hadis, džaferijsku pravnu filozofiju, logiku, filozofiju, matematiku, medicinu i astronomiju.
Rođen je u šijitskoj obitelji, a u mladosti je izgubio oca. Ispunivši želju svog oca, mladi je Muhamed ozbiljno shvatio učenje i stipendiju i putovao nadaleko, kako bi pohađao predavanja poznatih učenjaka i stekao znanje. U mladosti se preselio u Nišapur, grad koji je u to vrijeme bio znanstveni centar, a nalazio se oko 75 km zapadno od Tusa. Tu je proučavao filozofiju kod učenjaka Feridudina Damada Nišaburija i matematiku kod Muhameda Hasiba. U tom razdoblju u Nišapuru je upoznao i Feriduddina Attara, poznatog sufiju kojeg su kasnije ubili Mongoli, a pohađao je predavanja Kutbudina Misrija.
U Mosulu je studirao matematiku i astronomiju s Kemal el-Din Junusom, učenikom Šarafudina Tusije.
Dok su vojske Džingis-kana harale njegovom domovinom, Tusi je bio u službi nizarske ismailijske države i dao značajan doprinos znanosti u to vrijeme kada je država bila pred slomom pred nadolazećim snagama Mongolskog Carstva. Zarobljen je nakon što su Mongoli izvršili invaziju alamutske regije.

## Radovi
Tusi je napisao oko 150 djela, od kojih je 25 na perzijskom, a preostala na arapskom jeziku, a postoji i jedan traktat na perzijskom, arapskom i turskom jeziku.
Neki od njegovih najvažnijih radova su:
- Kitāb al-Shakl al-qattāʴ – knjiga o kompletnom četveroukutu. Peti svezak je sažetak trigonometrije,
- Al-Tadhkirah fi'ilm al-hay'ah – memoar o astronomiji. Mnogo komentara bilo je napisano o ovom djelu nazvanom Sharh al-Tadhkirah (Komentar al-Tadhkirah) – komentare su napisali El-Bircendi i Nazam Nišapuri,
- Akhlaq-i Nasiri – djelo o etici,
- al-Risalah al-Asturlabiyah – traktat o astrolabiji,
- Zij-i Ilkhani (ilhanidske tablice) – glavni astronomski traktat, završen 1272. godine.
- Sharh al-Isharat – komentar Ibn Sininog El-Išareta,
- Awsaf al-Ashraf – kratak mistično-etički rad na perzijskom jeziku,
- Tajrīd al-Iʿtiqād – sažetak vjerovanja, komentar šiitskih nauka,
- Talkhis al-Muhassal – sažetak sažetaka,

## Postignuća
Tusi je tijekom boravka u Nišapuru stekao reputaciju izuzetnog učenjaka. Tusijevo prozno pisanje, koje broji preko 150 djela, predstavlja jednu od najvećih zbirki jednog islamskog autora. Osim pisanje na arapskom i perzijskom jeziku Nasirudin Tusi bavio se i vjerskim (islamskim) temama i nereligijskim ili svjetovnim temama (drevne znanosti). Njegovi radovi uključuju i konačne verzije arapskog prijevoda djela Euklida, Arhimeda, Ptolemeja, Autolika i Teodozija iz Bitinije.

### Astronomija
Tusi je uvjerio Hulagu-kana da izgradi zvjezdarnicu za uspostavljanje točnih astronomskih tablica za bolja astrološka predviđanja. Od 1259. godine, izgrađen je zvjezdarnica u Maragi u Azerbajdžanu, južno od rijeke Araks i zapadno od Marage, prijestolnice Ilhanidskog Carstva.
Na osnovu zapažanja u ovom, tada najnaprednijoj zvjezdarnici, Tusi je sastavio vrlo precizne tablice kretanja planeta kao što je prikazano u njegovoj knjizi Zij-i Ilkhani (Ilhanidske tablice). Ova knjiga sadrži astronomske tablice za računanje položaja planeta i imena zvijezda. Smatra se da je njegov model za planetarni sustav bio najnapredniji u to doba, pa se naširoko koristio sve do razvoja heliocentričnog modela u doba Nikole Kopernika. Tijekom razdoblja od Ptolemeja do Kopernika, neki ga smatraju jednim od najistaknutijih astronoma tog vremena. 
Za svoje planetarne modele izumio je geometrijsku tehniku pod nazivom Tusijev par, koji generira linearno kretanje kao zbroj dva kružna pokreta. On je koristio ovu tehniku da zamijeni problematični ekvivalent Ptolemeja za mnoge planete, ali nije uspio pronaći rješenje za Merkur, što je kasnije riješio Ibn eš Šatir kao i Ali Kušći. Tusijev par kasnije je upotrebljen u geocentričnom modelu Ibn eš-Šatira i heliocentričnom modelu Nikole Kopernika. Također je izračunao vrijednost za godišnju precesiju ravnodnevnice i pridonio izgradnji i upotrebi nekih astronomskih instrumenata, uključujući astrolabe.
Tusi je kritizirao Ptolomejevu upotrebu opservacijskih dokaza kako bi pokazao da je Zemlja u stanju mirovanja, napominjući da takvi dokazi nisu presudni. Iako to ne znači da je bio zagovornik mobilnosti zemlje, kao što je bio zagovornik i njegov komentator iz 16. stoljeća El-Bircendi, Tusi je tvrdio da se nepokretnost Zemlje može dokazati, samo fizičkim principima koji su pronađeni u prirodnoj filozofiji. Tusijeve kritike Ptolemeja bile su slične argumentima koje je Kopernik kasnije (1543. godine) koristio za obranu teze rotacije Zemlje.
O stvarnoj biti Mliječne staze, Ṭusi u svojem Tadhkirahu piše: „Mliječna staza, tj. Galaksija, sastoji se od vrlo velikog broja malih zvijezda čvrsto povezanih u skup, koje zbog svoje koncentracije i male veličine izgledaju kao zamućene mrlje. Zbog toga sliče mlijeku koje se nalazi u boji. Tri stoljeća kasnije dokazano je da se Mliječna staza sastoji od mnoštva zvijezda kada je 1610. godine Galileo Galilei koristio teleskop za proučavanje Mliječne staze i otkrio da se zaista sastoji od ogromnog broja slabašnih zvijezda.

### Logika
Nasirudin Tusi bio je zastupnik Ibn Sinine logike i napisao je sljedeći komentar njegove teorije apsolutnih propozicije:

### Matematika
Tusi je bio prvi koji je napisao djelo o trigonometriji nezavisno od astronomije. 
U svom Traktatu o četverokutu Tusi je dao opsežno izlaganje sferne trigonometrije, nezavisno od astronomije.
Upravo je u djelima Tusija trigonometrija postigla status nezavisne grane matematike koja se razlikovala od astronomije, a s kojom je toliko dugo bila povezana. Bio je prvi koji je nabrojao šest različitih slučajeva pravog trokuta u sfernoj trigonometriji.
Ovaj rad nastavak je ranijih radova grčkih matematičara, poput Menelaja iz Aleksandrije, koji je napisao knjigu o sfernoj trigonometriji pod nazivom Sphaerica kao i ranijih muslimanskih matematičari Abu al-Wafe i Ibn Muaz Džajanija.
U svom djelu Na sektorskoj slici pojavljuje se poznata sinusni poučak kojom se uspostavljaju određene relacije unutar trokuta.
{\displaystyle {\frac {a}{\sin A}}={\frac {b}{\sin B}}={\frac {c}{\sin C}}}
Također je formulirao i sinusni poučak u sfernoj trigonometriji, definirao tangensni poučak za sferne trokute i pružio dokaze za te zakone.

### Biologija
U svom djelu Akhlaq-i Nasiri, Tusi je pisao o nekoliko bioloških tema. Branio je verziju Aristotelove scale naturae, u koju je čovjeka stavio iznad životinja, biljaka, minerala i elemenata. Opisao je trave koje rastu bez sjetve ili uzgoja jednostavnim stapanjem elemenata kao najbliže mineralima. Među biljkama datulju je smatrao najrazvijenijom, jer njoj edostaje samo jedna stvar kojom bi mogla dostići stadij životinje, a to je da se otkine iz zemlje i krene u potragu za hranjivim tvarima.
Najnižu razinu među životinjama, koje su bliske području biljaka, prema Tusiju su one životinje koje se šire poput trave, a nesposobne su za parenje, npr. gliste i određene vrste insekata. Životinje koje dostignu fazu savršenstva odlikuju se potpuno razvijenim oružjem, poput rogova, zuba i kandži. Tusi je te organe opisao kao prilagodbe životnom stilu svake vrste, na način koji predviđa prirodnu teologiju. Također je napisao i sljedeće:
Tusi je u ovom odlomku opisao različite vrste učenja, prepoznavajući promatračko učenje kao najnapredniji oblik i ispravno ga pripisujući određenim životinjama.
Čini se da je Tusi čovjekovu pripadnost, u svijetu živih bića, shvatio kao pripadnost životinjama, budući da je izjavio da je životinjska duša [koja sadrži sposobnosti percepcije i kretanja ...] ograničena na jedinke životinjske vrste, i to tako što posjeduje ljudsku dušu, [...] čovječanstvo se razlikuje i partikularizira među ostalim životinjama.
Neki učenjaci tumače Tusijeve biološke zapise kao sugestije da se držao neke evolucijske teorije. Međutim, Tusi nikad nije izričito izjavio da vjeruje da će se vrste mijenjati s vremenom.

### Kemija
Tusi je doprino kemiji formulacijom ranog zakona o očuvanju mase.

## Utjecaj i ostavština
Krater Nasirudin promjera 60 km koji se nalazi na južnoj polutci Mjeseca nazvan je po njemu. Mali planet 10269 Tusi kojeg je sovjetski astronom Nikolaj Stepanovič Černih otkrio 1979. godine nazvana je po ovom učenjaku. Po njemu su nazvani i tehnološko sveučilište K. N. Tusi, najstarije tehnološko sveučilište u Iranu i zvjezdarnica u Šemahu, Azerbajdžan. U veljači 2013. gidube, Google je 812. godišnjicu od Tusijevog rođenja obilježio s doodleom, pri čemu je na početnim stranicama ovog pretraživača Tusi nazvan al-farsi (perzijanac).

## Daljnje čitanje
- Ṭūsī, Muḥammad Ibn Muḥammad Ibn al-Ḥasan". Dictionary of Scientific Biography. New York: Charles Scribner's Sons. 1970–1980. ISBN 978-0-684-10114-9.
- O'Connor, John J.; Robertson, Edmund F., "Nasir al-Din Tusi", MacTutor History of Mathematics archive, University of St Andrews.
- Encyclopædia Iranica, "AḴLĀQ-E NĀṢERĪ", G.M. Wickens
- Encyclopædia Iranica, "AWṢĀF AL-AŠRĀF", G.M. Wickens
- Encyclopædia Iranica, "Nasir al-Din al-Tusi" George Saliba

## Vanjske poveznice
- Ragep, F. Jamil. 2007. Ṭūsī: Abū Jaʿfar Muḥammad ibn Muḥammad ibn al‐Ḥasan Naṣīr al‐Dīn al‐Ṭūsī.   Thomas Hockey;  i dr. (ur.). The Biographical Encyclopedia of Astronomers. Springer. New York. str. 1153–5. ISBN 978-0-387-31022-0 (PDF version)
- Nasr, Seyyed Hossein. 2008. [1970-80] Al-Ṭūsī, Muḥammad Ibn Muḥammad Ibn Al-Ḥasan Usually Known as Naṣir Al-Dīn. Complete Dictionary of Scientific Biography. Encyclopedia.com CS1 održavanje: nepreporučeni parametar - origyear (pomoć)
- Biography by Islamic Insights
- Biography by Islamic Philosophy Online
- Biography by The Internet Encyclopedia of Philosophy
- Kerry Magruder, History of Science Online: Islamic and Early Medieval Science, University of Oklahoma
- Islam Online.
- Nasir al-Din al-Tusi (Persian scholar) – Encyclopædia Britannica. britannica.com. Pristupljeno 16. siječnja 2014.
- The Rekhaganita. An 18th century Sanskrit translation of Nasir al-Din al-Tusi's recension of Euclid's Elements.
- Richard Covington, Rediscovering Arabic Science, 2007, Saudi Aramco World  Arhivirana inačica izvorne stranice od 30. listopada 2014. (Wayback Machine)